# ماتیاس سورمان
ماتیاس سورمان (انگلیسی: Mathias Surmann؛ زادهٔ ۱۹ دسامبر ۱۹۷۴) بازیکن فوتبال اهل آلمان است.
از باشگاه‌هایی که در آن بازی کرده‌است می‌توان به باشگاه فوتبال گروتر فورث و باشگاه فوتبال اسنابروک اشاره کرد.